# Mario Catania
Mario Catania (né le 5 mars 1952 à Rome) est un ancien ministre des Politiques agricoles, alimentaires et forestières du gouvernement Monti depuis le 16 novembre 2011 où il remplace Saverio Romano.
Depuis 2017, il adhère au Centre démocrate.

## Biographie
Diplômé en droit, Mario Catania devient fonctionnaire du ministère de l'Agriculture et des Forêts à 27 ans (direction du personnel). En 1987, il va à la direction de la Tutelle économique des produits agricoles et l'année suivante remporte le concours de dirigeant. Il a été chargé du département des Politiques agricoles et internationales.